# Angela De Giacomo
Angela De Giacomo (geboren 1981) ist eine deutsche Investitionsexpertin mit italienischen Wurzeln und Unternehmerin mit Schwerpunkt auf Wagniskapital (engl. Venture Capital) und Family Office Management. Sie ist außerdem für ihr soziales Engagement bekannt, insbesondere durch die Initiativen GINSEP und WunderNova Bildungswerk.

## Ausbildung
Angela De Giacomo schloss ihr Studium 2004 mit einem Diplom in Betriebswirtschaftslehre ab und wurde 2009 zur Steuerberaterin qualifiziert. Diese Grundlage ermöglichte es ihr, eine Karriere in der Steuerberatung aufzubauen, vorwiegend mit dem Schwerpunkt auf grenzüberschreitenden Transaktionen (M&A) und multinationalen Kunden.

## Werdegang

### Deutschland
De Giacomo begann ihre Karriere in der Steuerberatung und konzentrierte sich fast ein Jahrzehnt  auf multinationale Mandanten und grenzüberschreitende M&A-Transaktionen. Sie arbeitete viele Jahre als Steuerberaterin und Managerin bei der KPMG. Anschließend wechselte sie in das Investment der global agierenden Single Family Offices.
2022 wurde sie zur Chief Investment Officer (CIO) von eValue AG, dem Family Office von Thomas Falk, ernannt, wo sie ein Venture-Capital-Portfolio mit rund 80 Investitionen betreute. Derzeit arbeitet sie als Managing Partner im von Thomas Falk und Philipp von dem Knesebeck gegründeten Unternehmen Vinthera. Dabei handelt es sich um einen hybriden Venture-Fonds, der sowohl in Fonds als auch direkt investiert.

### Indien
Von 2013 bis 2021 leitete Angela De Giacomo das Family Office einer amerikanisch-indischen Unternehmerfamilie. In dieser Zeit war sie für die Vermögensallokation verantwortlich, einschließlich direkter Venture-Capital-Investitionen von der Auswahl bis zum Exit. Ihre Kenntnisse in der Verwaltung von Investitionen für Familien in den USA, Asien und Europa hat es ihr ermöglicht, Netzwerke aufzubauen und mit anderen Family Offices zusammenzuarbeiten.
De Giacomo war auch Mitglied in den Aufsichtsräten mehrerer Unternehmen, darunter die Christoph Kroschke GmbH. Heute sitzt sie weiterhin in den Vorständen von asiatischen Firmen wie Crayon Data und YourStory.

## Soziales Engagement
De Giacomo engagiert sich  in Initiativen, die den sozialen Wandel und die Förderung von Jugendlichen unterstützen. Sie ist die Gründerin von WunderNova, einer Initiative, die berufstätige Frauen mit jungen Menschen vernetzt, um sie zu inspirieren und zu fördern. Seit ihrer Gründung hat WunderNova Veranstaltungen wie das WunderNova Sommerfest organisiert, bei dem Redner wie Elke Büdenbender, die Ehefrau des deutschen Bundespräsidenten Frank-Walter Steinmeier, auftraten.
Sie ist auch im WunderNova Bildungswerk tätig, das sich darauf konzentriert, jungen Menschen, insbesondere aus unterrepräsentierten Gruppen, Orientierung und Karriereberatung zu bieten.
Darüber hinaus ist De Giacomo Teil des German-Indian Startup Exchange Program (GINSEP), das die Zusammenarbeit zwischen Startups in Deutschland und Indien fördert.

## Auszeichnungen
Angela De Giacomos Expertise im Bereich Venture Capital wurde mehrfach ausgezeichnet. 2019 wurde sie von Capital zu einer der „Top 40 unter 40“ ernannt. 2020 wurde sie von Focus in die Liste der „100 Frauen des Jahres“ aufgenommen.

## Veröffentlichungen
Angela De Giacomo wird in dem Buch 80 Menschen – 80 Storys: Inspirierende Berufswege mit Denkanstößen und Tipps – nicht nur für junge Frauen von Marie-Luise Kissler,  vorgestellt, das  Karrieregeschichten präsentiert. Zudem veröffentlichte sie das Buch The Venture Capital Playbook: How Families and Family Offices Can Invest in Startups Successfully.

## Mitgliedschaften
Angela De Giacomo ist Mitglied der Atlantik-Brücke. Dieses transatlantische  Netzwerk fördert die Zusammenarbeit zwischen Deutschland, Europa und Nordamerika über Branchen- und Parteigrenzen hinweg.